# Karol Śliwka (1894–1943)

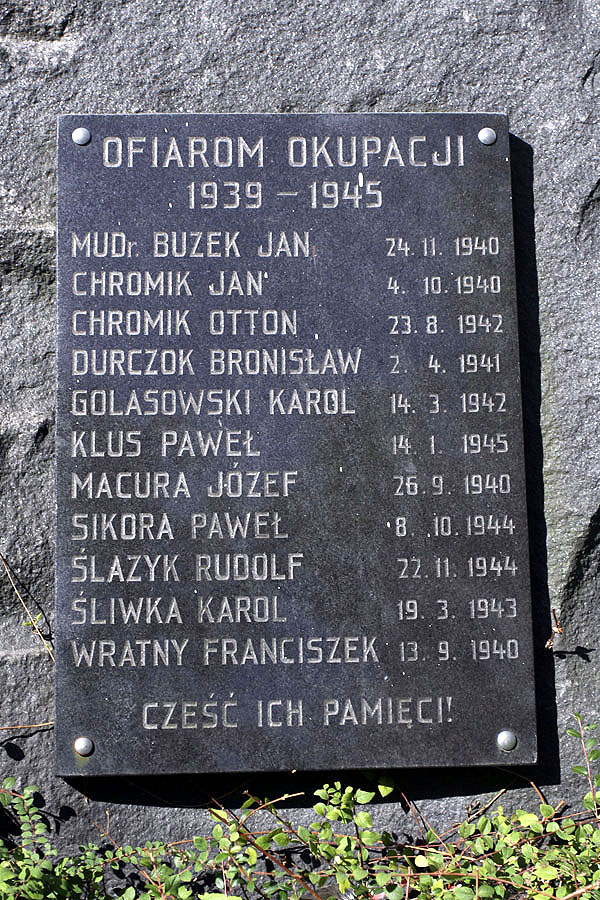
Dąbrowa (Czechy) – tablica ofiar okupacji niemieckiej z nazwiskiem Karola Śliwki

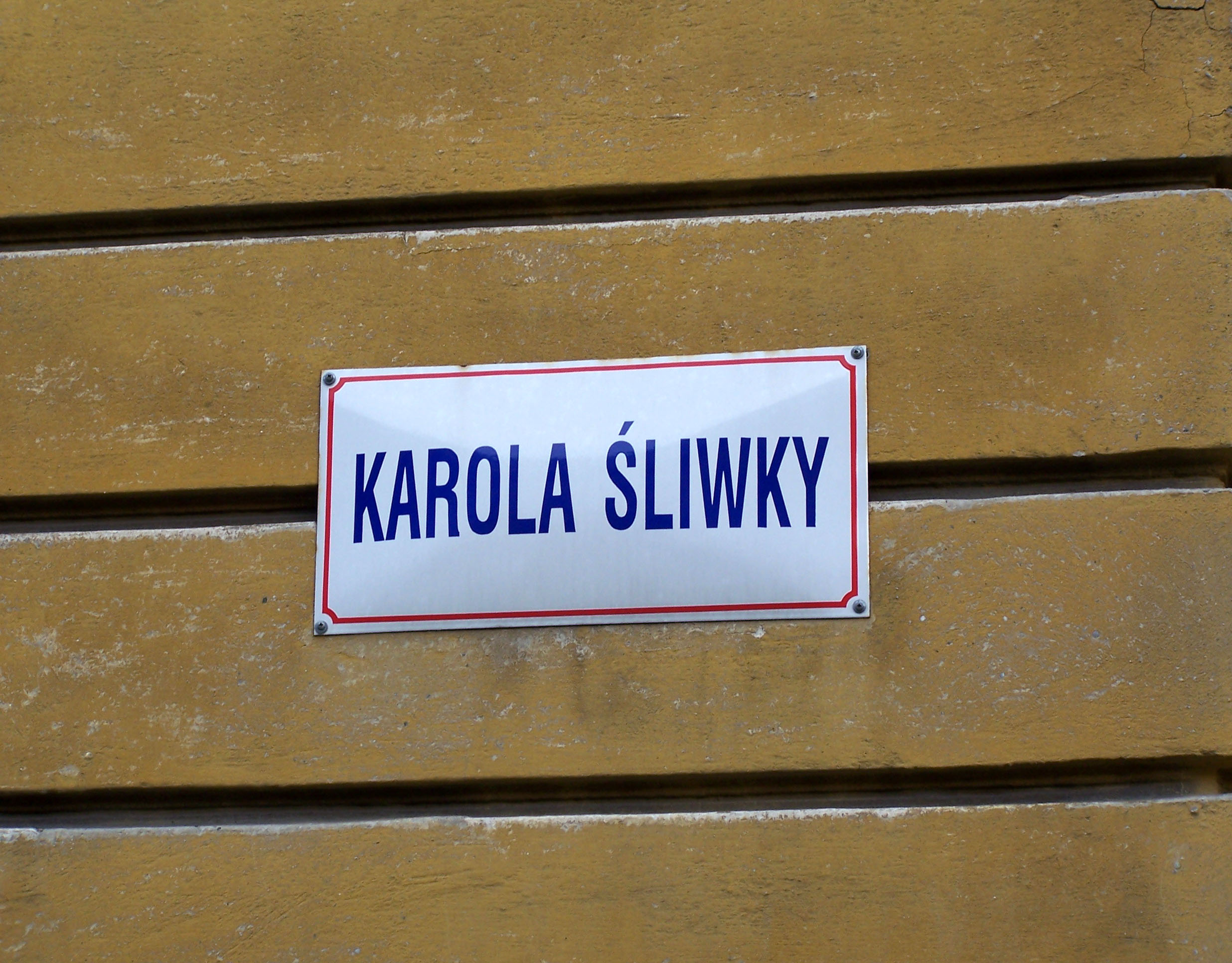
Frysztat (część Karwiny) – ulica Karola Śliwki

Karol Śliwka (ur. 13 marca 1894 w Bystrzycy, zm. w marcu 1943 w Mauthausen) – polski działacz komunistyczny w Czechosłowacji, jeden z liderów społeczności polskiej na Śląsku Cieszyńskim, deputowany do Zgromadzenia Narodowego Republiki Czechosłowackiej (1925–1938).

## Życiorys
Urodził się w robotniczej rodzinie wielodzietnej (miał siedmioro rodzeństwa) na Śląsku Cieszyńskim. Pochodził z rodziny ewangelickiej, w której kobiety były religijne, a mężczyźni byli komunistycznymi "bezbożnikami". Jego ojciec, Jan Śliwka, był hutnikiem w hucie trzynieckiej i jednocześnie działaczem robotniczym i oświatowym. Po ukończeniu pięciu klas szkoły powszechnej w rodzinnej Bystrzycy uczył się w Gimnazjum Polskim w Cieszynie (od 1905). Po wybuchu I wojny światowej zgłosił się na ochotnika do armii Józefa Hallera, jednak po kilku miesiącach dostał się do niewoli rosyjskiej, w której przebywał w latach 1915–1918 (głównie w Kałudze). Po rewolucji lutowej w 1917 przystąpił do Sekcji Międzynarodowej RKP(b). Wziął udział w I Kałuskim Zjeździe Gubernialnym Partii oraz wszedł w skład Kałuskiego Komitetu Gubernialnego RKP(b) i Gubernialnej Komisji ds. Jeńców i Uchodźców, której został przewodniczącym.
W 1918 przystąpił do Komunistycznej Partii Robotniczej Polski. W kwietniu 1919 został wysłany do Warszawy, jednak po przybyciu aresztowano go i dwa miesiące spędził w więzieniu. Po wyjściu na wolność zdecydował się na powrót do rodzinnej Bystrzycy. W 1919 złożył eksternistycznie egzamin dojrzałości w Polskim Gimnazjum Państwowym w Cieszynie (w 1914 nie zdążył dokończyć ośmioklasowej szkoły) i rozpoczął studia na Wydziale Prawa Uniwersytetu Jagiellońskiego oraz w Akademii Handlowej w Krakowie. Po roku porzucił naukę i wrócił na Śląsk. Nie założył rodziny - zamieszkał u brata w Dąbrowie, w centrum zagłębia karwińskiego i podjął pracę w Robotniczym Stowarzyszeniu Spożywczym i Oszczędnościowym w Trzyńcu. W międzyczasie redagował wydawany w Cieszynie „Przegląd Spółdzielczy”.
W 1920 przystąpił do Polskiej Partii Socjaldemokratycznej Śląska Cieszyńskiego, która rok później przekształciła się w PSPR. Pełnił obowiązki redaktora naczelnego jej organu pod nazwą „Robotnik” (później „Głos Robotniczy”). Jeszcze w tym samym roku opuścił szeregi PSPR i przystąpił do Komunistycznej Partii Czechosłowacji, tworząc jej Oddział Polski (w październiku i listopadzie 1921 uczestniczył w zjeździe zjednoczeniowym czeskich komunistów). Zasiadał w komitecie okręgowym morawsko-ostrawskim partii, wszedł również w skład 24-osobowego KC jako przedstawiciel mniejszości polskiej.
W latach 1922–1924 odbył dwukrotne podróże do RFSRR i ZSRR, gdzie uczestniczył w obradach IV i V Zjazdu Kominternu.
W listopadzie 1925 został wybrany najmłodszym posłem do Zgromadzenia Narodowego w historii Republiki Czechosłowackiej. Swój mandat odnawiał w latach 1929 i 1935. Jako deputowany sprzeciwiał się dyskryminacji polskiej ludności na Śląsku Cieszyńskim. Występował m.in. z projektem wzięcia na utrzymanie przez państwo polskich szkół mniejszościowych w Czechosłowacji. Był elokwentny, znał sześć języków. Znakomicie przemawiał. Jego wystąpienia w praskim sejmie, wygłaszane zwykle w języku polskim z licznymi wstawkami czeskimi i niemieckimi, uznawane były za znaczące dzieła oratorskie. Jednocześnie polska ludność z Zaolzia podziwiała jego dowcip i bezpośredniość podczas tradycyjnych mitingów komunistycznych, organizowanych w latach 30. na szczycie Czantorii.
Oprócz działalności politycznej jego pasją było dziennikarstwo. Stał na czele redakcji „Głosu Robotniczego” (organu Sekcji Polskiej Komunistycznej Partii Czechosłowacji), do którego pisywał większość tekstów. Później pismo przekształciło się w „Głos Robotniczy i Włościański” (1930) i „Głos Robotniczy i Ludowy” (1936).
W łonie KPC reprezentował poglądy antyrewizjonistyczne, popierał tzw. linię Gottwalda. Jako poseł organizował strajki, marsze głosowe oraz demonstracje ludności na Śląsku Cieszyńskim i Opawskim. Sprzeciwiał się wykorzystywaniu przez władze polskie (m.in. konsulat generalny RP w Morawskiej Ostrawie) problemu mniejszości polskiej w celu walki z państwem czechosłowackim, choć jednocześnie zdecydowanie opowiadał się za przestrzeganiem praw ludności polskiej. Po zajęciu Zaolzia przez wojska polskie został aresztowany i wraz z Franciszkiem Krausem osadzony w więzieniu na Mokotowie, z którego wyszedł po wydaniu oświadczenia, w którym zrywał z ruchem komunistycznym i namawiał do tego pozostałych. Od kwietnia 1939 był pod nieustannym nadzorem policji. Podjął pracę w kasie brackiej górniczej w Orłowej oraz Centralnym Stowarzyszeniu Spożywczym dla Śląska Cieszyńskiego w Łazach.
W kwietniu 1940 został aresztowany przez Gestapo i uwięziony w Morawskiej Ostrawie (później: Opolu, Wrocławiu, Wołowie i Bytomiu). W 1942 skazano go za „zdradę stanu” na pięć lat więzienia, które odbywał w Cieszynie, a później w Mauthausen, gdzie oficjalnie zmarł w marcu 1943 na osłabienie układu krążenia.
Po 1945 potępiany w Czechosłowacji za zdradę ideałów komunistycznych w 1938, doczekał się rehabilitacji w 1969.

## Literatura
- Józef Chlebowczyk, „Karol Śliwka i towarzysze walki: z dziejów ruchu komunistycznego na Zaolziu”, Śląski Instytut Naukowy w Katowicach, Katowice-Kraków 1972